# Huj mrkan
Huj mrkan (lat. Parophidion vassali) riba je iz porodice hujki (lat. Ophidiidae). Tijelo mu je zmijoliko, duguljasto, bočno blago spljošteno, s tupom njuškom, širokim ustima i velikom očima. Naraste do 25 cm duljine. Na vrhu i stranama glave ima ljuske, a boja tijela mu je slična ostalima, tek je koju nijansu crvenija, odnosno tamnije smeđe boje. Po danu miruje zakopan u pijesku, a noću izlazi u potrazi za hranom. Hrani se beskralježnjacima i sitnom ribom.

## Rasprostranjenost
Huj mrkan živi u Mediteranu, kao i u sjeverozapadnom dijelu Atlantika.

## Poveznice
|  | Wikivrste imaju podatke o taksonu Huj mrkan |